# ال‌بی‌بی
ال‌بی‌بی (انگلیسی: Landesbank Berlin Holding) شرکت خدمات مالی و بانکداری آلمانی است، که در سال ۲۰۰۵ تأسیس شد.